# Henk Marquart Scholtz
Hendrik Adolf (Henk) Marquart Scholtz (Amsterdam, 25 januari 1946) is een Nederlands politicus en voormalig officier van justitie. Sinds 13 juni 2023 is hij lid van de Eerste Kamer der Staten-Generaal.

## Opleiding en loopbaan
Marquart Scholtz werd in 1946 geboren in Amsterdam. Hij had een gereformeerde opvoeding en studeerde Nederlands recht aan de Vrije Universiteit. Van 1973 tot 2016 was hij lid van het Openbaar Ministerie, waar hij onder andere officier van justitie was.

### Politiek
Marquart Scholtz stond bij de Provinciale Statenverkiezingen 2019 op de vijfde plaats van Forum voor Democratie (FVD) in Groningen, en werd op 28 maart 2019 lid van de Provinciale Staten. In februari 2021 stapte hij uit zijn partij, omdat hij vond dat de schandalen en het gedonder binnen de partij de spuigaten uitliepen. Iets wat toen speelde was het uitlekken van racistische appjes binnen de jongerenorganisatie enkele maanden eerder, en de afsplitsing van veel vertegenwoordigers onder vlag van JA21. Marquart Scholtz behield zijn zetel in de Provinciale Staten en ging als eenmansfractie verder onder de naam Ons Groningen. Daarnaast werd hij in november 2021 lid van de BoerBurgerBeweging (BBB), die sinds maart dat jaar in de Tweede Kamer vertegenwoordigd was. Voor deze partij kandideerde hij zich bij de Statenverkiezingen van maart 2023. De BBB werd er de grootste, waarmee Marquart Scholtz deel werd van een twaalfkoppige fractie. Daarnaast werd hij bij de Eerste Kamerverkiezingen van mei dat jaar verkozen voor de BBB, waardoor hij besloot de Provinciale Staten per 31 mei te verlaten. Sinds 13 juni 2023 is hij Eerste Kamerlid.

## Onderscheiding
Marquart Scholtz is sinds 28 april 2008 ridder in de Orde van Oranje-Nassau.

## Persoonlijk
Marquart Scholtz is getrouwd en heeft een dochter en een zoon.